# Thermanaerovibrio
Thermanaerovibrio è un genere di batterio appartenente alla famiglia delle Syntrophomonadaceae.